# Cheirodendron
Cheirodendron é um género botânico pertencente à família Araliaceae.

## Espécies
- Cheirodendron bastardianum (Decne.) Frodin
- Cheirodendron dominii Krajina
- Cheirodendron fauriei Hochr.
- Cheirodendron forbesii (Sherff) Lowry
- Cheirodendron platyphyllum (Hook. & Arn.) Seem.1
- Cheirodendron trigynum (Gaudich.) A.Heller1